# 忠门镇
忠门镇（/tœm˨˩ muai˩˧/）是中国福建省莆田市秀屿区下辖的一个镇。忠门镇位于忠门半岛中部，是莆田市湄洲湾北岸经济开发区北大门，境内多为海拨120米以下的丘陵地带。

## 行政区划
忠门镇共辖2个居委会及8个村，分别是：
西埭社区、王厝社区、后坑村、柳厝村、安柄村、沁头村、琼山村、秀前村、秀田村和秀华村。

## 交通
全镇交通便捷，通讯发达。莆（田）文（甲）与忠（门）东（吴）两条公路在忠门交汇，形成人字型结构而贯穿全境南北端。

## 文物
忠门镇莆禧村的莆禧城墙建于明洪武二十年（1387年），为福建省文物保护单位。